# Samil Samsatgyinovics Hiszamutgyinov
Samil Samsatgyinovics Hiszamutgyinov, oroszul: Шамиль Шамшатдинович Хисамутдинов, tatárul: Шамил Шәмсетдин улы Хисаметдинов (Uzlovaja, 1950. szeptember 20. –) olimpiai bajnok tatár származású szovjet birkózó.

## Pályafutása
1950. szeptember 20-án született a Tulai területhez tartozó Uzlovaja településen. 1968-ban az omszki Testnevelési Intézetben folytatta tanulmányait és ekkor kezdett el birkózással foglalkozni. Egész pályafutása alatt kötöttfogás könnyűsúlyban versenyzett a Szpartak Moszkva színeiben. 1971 és 1974 között szovjet bajnok volt a súlycsoportjában. Az 1972-es müncheni olimpián aranyérmet nyertt. 1973 és 1975 között két-két világ- és Európa-bajnoki címet szerzett. Az 1976-os leningrádi Európa-bajnokságon bronzérmes lett, de az itt elszenvedett vállsérülése miatt kénytelen volt idő előtt visszavonulni az aktív sporttól. Még ebben az évben 26 évesen kinevezték a szovjet válogatott szövetségi kapitányává. Később a svéd birkózó-válogatott vezetőedzőjeként is tevékenykedett.

## Sikerei, díjai
- Olimpiai játékok – 68 kg
  - aranyérmes: 1972, München
- Világbajnokság – kötöttfogás, 68 kg
  - aranyérmes (2): 1973, 1975
- Európa-bajnokság – kötöttfogás, 68 kg
  - aranyérmes (2): 1973, 1974
  - bronzérmes: 1976
- Szovjet bajnokság – könnyűsúly
  - bajnok (4): 1971, 1972, 1973, 1974